# Cyprysik Lawsona w Mechowie
Cyprysik Lawsona – pomnik przyrody, cyprysik Lawsona (Chamaecyparis lawsoniana), rosnący w centrum Mechowa w gminie wiejskiej Puck (bezpośrednio przy leśniczówce).
Pomnik przyrody ustanowiono 21 czerwca 1982 (orzeczenie Urzędu Wojewódzkiego). Drzewo posadzone w 1859.